# ذئب مكسيكي
الذئب المكسيكي (الاسم العلمي: Canis lupus baileyi) (بالإنجليزية: Mexican wolf)‏، معروف أيضًا باسم (lobo)، هو نويع من الذئب الرمادي يستوطن جنوب شرق ولاية أريزونا وجنوب نيو مكسيكو في الولايات المتحدة وشمال المكسيك وهو أصغر الذئاب الرمادية في أمريكا الشمالية.